# Erbilska citadela
Erbilska (Arbilska) citadela, lokalno zvana Kelat (kurdski: قەڵای ھەولێر - Qelay Hewlêr) je humka i istorijski centar Erbila u regionu Kurdistana. Citadela je upisana na Listu svetske baštine 21. juna 2014. godine.
Najraniji dokazi o okupaciji Erbilske citadele datiraju iz 5. milenijuma pre nove ere. Prvi put se pominje u istorijskim izvorima na pločama iz Ebla oko 2,300 godina pre nove ere, a poseban značaj dobila je tokom Neoasirskog perioda. Tokom Sasanidskog perioda i Abasidskog kalifata, Erbil postaje važan centar za hrišćanstvo. Nakon što su Mongoli zauzeli citadelu 1258. godine, značaj Erbila je opao. Tokom 20. veka urbana struktura značajno je izmenjena, usled čega je uništen veći broj kuća i javnih objekata. 2007. godine osnovana je Visoka komisija za revitalizaciju Erbilske citadele, sa ciljem da nadgleda njenu restauraciju.Iste godine, svi stanovnici, osim jedne porodice, iseljeni su iz citadele zarad restauracije. Od tada, arheološka istraživanja i restauratorske radove izvode različiti međunarodni timovi u saradnji sa lokalnim stručnjacima. Nakon restauracije, vlada planira da u citadelu useli 50 porodica.
Zgrade na vrhu humke prostiru se na približno ovalnoj površini od 430 puta 340 metara (1,410 stopa puta 1,120 stopa) i zauzima 102,000 kvadratnih metara (1,100,000 kvadratnih stopa). Jedina opstala verska struktura je džamija Mula Afandi. Citadela se uzdiže između 25 i 32 metra (82 i 105 stopa) od okolne ravnice. Kada je bila potpuno naseljena, citadela je bila podeljena na tri okruga ili mahale: od istoka do zapada- Serai, Takja i Topkhana. Okrug Serai je bio naseljen značajnim porodicama. Okrug Takja dobio je naziv po domovima derviša, koji su nazivani takjas. Okrug Topkhana je bio naseljen zanatlijama i zemljoradnicima.

## Istorija
Praistorija
Sumnja se da je lokacija citadele bila naseljena još u periodu neolita, pošto su na obroncima humke pronađeni keramički delovi koji mogu datirati iz tog perioda. Jasni dokazi o okupaciji potiču iz perioda halkolita, sa krhotinama koje podsećaju na keramiku iz perioda Ubaid i Uruk u Džaziri i jugoistočnoj Turskoj. Imajući u vidu ove dokaze o ranoj okupaciji, citadela je nazvana najstarijim stalno naseljenim lokalitetom na svetu.
Najraniji istorijski zapisi
Erbil se prvi put pojavljuje u književnim izvorima oko 2,300. godine pre nove ere u arhivu Eble. Prema Đovaniju Petinatu, pominje se na dve ploče kao Irbilum. Grad je najpre bio uglavnom pod sumerskom dominacijom od otprilike 3,000. godine pre nove ere, do uspona Akadskog carstva (2335–2154 pre nove ere) koje je ujedinilo sve Akadske Semite i Sumere u Mesopotamiji pod jednom vlašću. Kasnije je Eridupizir, kralj Gutijuma, zauzeo grad 2,200. pre nove ere.
Krajem 3. milenijuma pre nove ere Erbil se pominje u istorijskim zapisima perioda Treće dinastije Ura kao Urbilum. Kralj Šulgi je uništio Urbilum u svojoj 43. godini vladavine, a za vreme vladavine njegovog naslednika Amar-Sina, Urbilum je uključen u državu Treće dinastije Ura. U 18. veku pre nove ere, Erbil se pojavljuje na listi gradova koje su osvojili Šamši-Adad iz Gornje Mesopotamije i Daduša iz Ešnune, tokom svog pohoda na zemlju Kabra. Šamši-Adad je postavio garnizone u svim gradovima zemlje. Tokom 2. milenijuma pre nove ere, Erbil je uključen u Asiriju. Erbil je služio kao polazna tačka za vojne kampanje prema istoku.
Od neoasirskoh perioda do Sasanida
Erbil je bio važan grad tokom neoasirskog perioda. Učestvovao je u velikoj pobuni protiv Šamši-Adada V koja je izbila zbog nasledstva Salmanasera III. Tokom neoasirskog perioda, ime grada je pisano kao Arbi-Ilu, što znači 'Četiri boga'. Erbil je bio važan verski centar koji se poredio sa gradovima kao što su Vavilon i Asur. Njegova boginja Ištar od Erbila bila je jedno od glavnih božanstava Asirije, često zajedno sa Ištar od Ninive. Njeno svetilište su popravljali kraljevi Šalmanasar I, Asarhadon i Asurbanipal. Natpisi Asurbanipala beleže orakularne snove inspirisane Ištar od Erbila. Asurbanipal je verovatno držao sud u Erbilu tokom jednog dela svoje vladavine i tamo je primio izaslanike Rusa II od Urartua nakon poraza elamitskog vladara Teumana.
Nakon raspada Asirskog carstva, Erbil je prvo bio pod kontrolom Medijaca, a zatim je uključen u Ahemenidsko carstvo pre nego što je postao deo carstva Aleksandra Velikog posle bitke kod Gaugamele, koja se vodila kod Erbila 331. godine pre nove ere. Kasnije, nakon podele carstva Aleksandra Velikog od strane njegovih generala (poznatih kao Dijadohoj), grad je nazvan Arabela ili Arbela i bio je deo helenističkog kraljevstva Seleukida. Posle 1. veka pre nove ere, Rimsko i Partsko carstvo borili su se za kontrolu nad Erbilom. Posle 1. veka nove ere Erbil je postao važan hrišćanski centar. Tokom Sasanidskog perioda, Erbil je bio sedište satrapa (guvernera). Godine 340. hrišćani u Erbilu su bili progonjeni, a 358. godine, guverner je postao mučenik nakon što je prešao u hrišćanstvo. Nestorijansku školu je u Erbilu osnovala Nisibiska škola oko. 521. godine. Tokom ovog perioda, Erbil je takođe bio mesto zoroastrijskog hrama vatre.
Muslimansko osvajanje do Osmanlija
Erbil su osvojili muslimani u 7. veku. Ostao je važan hrišćanski centar sve do 9. veka, kada je episkop Erbila preselio svoje sedište u Mosul. Sredinom 10. veka Erbil je došao pod vlast Hadhabani Kurda, do 1063. godine kada su ga preuzeli Seldžuci. Od prve polovine 12. veka do 1233. godine, Erbil je bio sedište Begteginida, turkomanske dinastije koja je postala istaknuta za vreme vladavine Zengija, atabega u Mosulu. Godine 1183. Zain ad-Din Jusuf, vladar Erbila, prebacio je svoju odanost na Ajubidski sultanat. Godine 1190, kada je Zain ad-Din Jusuf umro, njegov stariji brat Muzaffar al-Din Gokbori, koji je ranije bio guverner Edese, postao je novi guverner Erbila. Stvorio je donji grad oko citadele, sa bolnicama i školama. Gokburi je umro 1233. godine, bez naslednika i kontrola nad Erbilom je prešla na abasidskog kalifa al-Mustansira nakon što je preuzeo grad.
Kada su Mongoli napali Bliski istok u 13. veku, prvi put su napali Erbil 1237. godine. Opljačkali su donji grad, ali su morali da se povuku pred kalifskom vojskom koja se približavala i morali su da odlože zauzimanje citadele. Nakon pada Bagdada pod vlast Hulegua-kana i Mongola 1258. godine, vratili su se u Erbil i uspeli da zauzmu citadelu posle šestomesečne opsade. Hulegu-kan je tada imenovao hrišćanskog guvernera i došlo je do priliva jakobitskih hrišćana, kojima je dozvoljeno da izgrade crkvu.
Kako je vreme prolazilo, progoni hrišćana, jevreja i budista počeli su ozbiljno 1295. godine pod Ojrat amirom Nauruzom. Ovo se manifestovalo rano u vreme vladavine Ilkana Gazana. 1297. godine, nakon što se Gazan osetio dovoljno jakim da prevaziđe Nauruzov uticaj, zaustavio je progone. Tokom vladavine Ilkhana Oldžeita, neki od hrišćanskih stanovnika povukli su se u citadelu da bi izbegli progon. U proleće 1310. godine, Malek (guverner) oblasti je pokušao da im je otme uz pomoć Kurda. Uprkos svim naporima Mar Iahballahe da spreči predstojeću propast, citadelu su konačno zauzele trupe Ilkanata 1. jula 1310. godine i svi branioci i hrišćani u donjem gradu su masakrirani.
Nakon bitke kod Čaldirana 1514. godine, Erbil je došao pod kontrolu Soranskog emirata, polunezavisnog Emirata pod Osmanlijama. U 18. veku Baban emirat je zauzeo grad, ali ga je ponovo zauzeo soranski vladar Mir Muhamed Kor 1822. godine. Soranski emirat je nastavio da vlada Erbilom sve dok ga Osmanlije nisu ponovo zauzele 1851. godine. Erbil je postao deo Musulskog vilajeta u Osmanskom carstvu do Prvog svetskog rata, kada su Osmanlije poražene od strane Britanske imperije. U gradu je živelo oko 3.200 stanovnika, uključujući značajnu jevrejsku manjinu.
Moderni period
Tokom 20. veka citadela je doživela značajne urbane i društvene promene. Čelični rezervoar za vodu visok 15 metara (49 stopa) podignut je na citadeli 1924. godine, snabdevajući stanovnike prečišćenom vodom, ali i uzrokujući štetu na temeljima zgrada zbog povećanog prodiranja vode. Broj stanovnika je postepeno opadao tokom 20. veka kako je grad u podnožju citadele rastao, a bogatiji stanovnici selili u veće, moderne kuće sa baštama. Godine 1960. porušeno je preko 60 kuća, džamija i škola da bi se napravio pravi put koji je povezivao južnu sa severnom kapijom. Rekonstrukcija južne kapije i hamama (javnog kupatila) obavljena je 1979. godine. Godine 2007. preostalih 840 porodica je iseljeno iz citadele kao deo velikog projekta obnavljanja i očuvanja istorijskog karaktera citadele. Ovim porodicama je ponuđena novčana nadoknada. Jednoj porodici je bilo dozvoljeno da nastavi da živi na citadeli kako bi se osiguralo da ne dođe do prekida u mogućih 8.000 godina neprekidnog stanovanja na ovom mestu, a vlada planira da u citadeli živi 50 porodica nakon renoviranja. Kurdski muzej tekstila otvorio je svoja vrata 2004. godine u renoviranoj vili u jugoistočnoj oblasti citadele.

## Citadela i čaršija
Grad Erbil je definisan centralnom kružnom humkom koja predstavlja citadelu, 102,000 kvadratnih metara zemlje podignute 26 metara iznad okolnog grada. Okolo i ispod njega na jugu prostire se lavirint uličica gde drevno trgovačko srce grada snažno kuca do danas. Zgrade citadele i dalje stoje, iako su sada napuštene kao deo razvojnog projekta UNESCO-a za renoviranje. Bivši stanovnik Mahmud Jasim, koji je odrastao sa svojih sedmoro braće i sestara u 8,000 godina staroj mreži uličica, zajedno sa oko 830 drugih porodica, opisuje zajednicu u kojoj su uživali: "Tada su se svi poznavali. Živeli smo u kućama bez dozvole, koje su bile veoma stare i delimično srušene, ali život nam je bio dobar. Bili smo blizu svega – čaršije, bolnice i škole." Mnogi stanovnici su bili tužni što su otišli kada su ih vlasti preselile 1997. godine – uglavnom u Kalaj Nju („Nova Citadela“) – ali je to dalo priliku da se započne rad na obnovi struktura koje se raspadaju. Smatra se da je pijaca ispod nastala u vreme sultana Muzaferdina Kokberija (1190–1233). Ovaj period predstavlja jedini put u svojoj dugoj istoriji kada je Erbil cvetao kao nezavisan grad-država. Takođe je doveo do stvaranja nedavno obnovljene munare u centru Erbila i predstavlja vreme kada su osnovane Muzaferdin škole.
Područje oko južne osnove citadele privuklo je pažnju savremenih urbanista, sa velikom otvorenom pijacom Lana na kojoj su se nekada na tezgama prodavali kožni proizvodi, a zamenjena je velikim modernim tržnim centrom. Pijaca na zatvorenom, poznata kao Kasarija, i dalje je uglavnom nepromenjena: lavirint malih ulica zaštićenih od sunca i kiše rešetkama od gvožđa. Ispod se nalaze brojni trgovci koji prodaju robu uglavnom uvezenu sa Dalekog istoka i zanatlije koje se bave zanatima koje su nasledili od svojih predaka: zlatari, postolari, stolari, limari i mesari. Kod prolaza prema severoistočnom uglu prodaju se med i mlečni proizvodi. Još jedna veoma cenjena tradicija je stvaranje Klaš cipela – drevnog, jedinstvenog kurdskog zanata kada se bela tkanina tuče na malim nakovanjima da bi se stvorila izdržljiva obuća. Ove, kao i tradicionalne tkanine koje se prodaju na tekstilnoj pijaci, uvek su popularne uoči godišnjih proslava Novruza kada građani nose tradicionalnu odeću.

## Arhitektura i raspored
Citadela se nalazi na velikoj humki – otprilike ovalnog oblika koja je visoka između 25 i 32 metra (82 i 105 stopa). Površina na vrhu humke meri 430 puta 340 metara (1.410 stopa puta 1.120 stopa) i ima površinu od 102,000 kvadratnih metara (1.100.000 kvadratnih stopa). Prirodno tlo je pronađeno na dubini od 36 metara (118 stopa) ispod današnje površine humke. Ugao nagiba padina citadelske humke iznosi oko 45°. Južna kapija je bila najstarija i bar jednom je obnavljana, 1860. godine, a srušena je 1960. godine. Sadašnja kapija je izgrađena 1979. godine. Istočna kapija se zove Haremska kapija i koristile su je žene. Nejasno je kada je otvorena severna kapija. Jedan izvor tvrdi da je otvorena 1924. godine, dok drugi navodi da su 1944. godine bile samo dve kapije – južna i istočna.
Tokom ranog 20. veka na citadeli su postojale tri džamije, dve škole, dve takije i hamam (javno kupatilo). U citadeli je bila i sinagoga do 1957. godine. Jedina verska građevina koja je ostala je džamija Mula Afandi, koja je izgrađena na mestu ranije džamije iz 19. veka. Hamam je sagradio Kasim Aga Abdulah 1775. godine. Prestaje da se koristi tokom 1970-ih i renoviran je 1979. godine, iako su mnogi originalni arhitektonski detalji izgubljeni.
Kada je još bila zauzeta, citadela je bila podeljena na tri okruga ili mahale: od istoka do zapada Serai, Takja i Topkhana. Serai su zauzele značajne porodice. Okrug Takja je dobio ime po domovima derviša, koji se zovu takias. U okrugu Topkhana bili su smešteni zanatlije i zemljoradnici. Inventar iz 1920. godine pokazao je da je u to vreme citadela bila podeljena na 506 kućnih parcela. Od tada broj kuća i stanovnika postepeno opada. Na primer, 1984. godine 4.466 ljudi je živelo u 375 kuća, dok je popis iz 1995. godine pokazao da je citadela imala samo 1.631 stanovnika u 247 kuća. Do otvaranja glavne magistrale sever–jug, ulice su zračile od južne kapije kao grane drveta. Ulice su bile široke između 1 i 2,5 metra  i bile su u dužini od 300 metara (980 stopa) za glavne ulice do 30-50 metara (98-164 stopa) za slepe i manje ulice.
Obodni zid citadele se sastoji od fasada oko 100 kuća koje su podignute jedna naspram druge. Mnoge od ovih fasada su ojačane da bi se sprečilo njihovo urušavanje ili sleganje. Bilo je oko 30 gradskih palata, većina njih se nalazila po obodu citadele. Najstarija sačuvana kuća koja se može pouzdano datirati sagrađena je 1893. godine. Najstarije kuće se nalaze na jugoistočnoj strani humke, dok kuće na severnom obodu datiraju iz 1930-1940-ih godina. Pre uvođenja savremenih tehnika gradnje, većina kuća na citadeli je izgrađena oko dvorišta. 

## Istraživanje i restauracija
Tokom 2006. i 2007. godine, tim sa Univerziteta Zapadne Češke, zajedno sa Univerzitetom Salahadin u Erbilu, izvršio je opsežno istraživanje i procenu cele citadele. U okviru ovog projekta napravljena su geodetska merenja citadele koja su kombinovana sa satelitskim snimcima, redovnim fotografskim snimcima i fotografijama iz vazduha kako bi se napravila mapa i digitalni 3D model citadele i kuća na vrhu. Geofizička prospekcija je izvršena u nekim delovima citadele kako bi se otkrili tragovi starije arhitekture zakopane ispod sadašnjih kuća. Arheološka istraživanja obuhvatala su arheološko istraživanje na zapadnoj padini citadele i iskopavanje malog probnog rova u istočnom delu citadele.
Neoasirska komorna grobnica pronađena je u podnožju citadele tokom građevinskih aktivnosti 2008. godine. Kasnije su je iskopali lokalna služba za antikvitete i arheolozi iz Nemačkog arheološkog instituta (DAI). Grobnica je opljačkana, ali je još uvek sadržavala grnčariju koja datira iz 8. i 7. veka pre nove ere. Saradnja između Službe za antikvitete i DAI-a je nastavljena kasnije te godine daljim istraživanjem grobnice, malim iskopavanjem u blizini i geofizičkim istraživanjem okoline. Ova istraživanja su otkrila prisustvo arhitekture koja verovatno datira iz neoasirskog perioda, kao i više grobnica koje pripadaju narednim vekovima.
Regionalna vlada Kurdistana (KRG) je 2007. godine uspostavila Visoku komisiju za revitalizaciju citadele Erbil (HCECR) da bi sačuvala i obnovila citadelu uz pomoć UNESCO-a. Između ostalog, HCECR se zalaže za uspostavljanje zone koja se proteže do 300–400 metara (980–1.310 stopa) od citadele, u kojoj bi visina zgrade trebalo da bude ograničena na približno 10 metara (33 stope). Ovo bi obezbedilo vizuelnu dominaciju citadele nad okolinom.
Dana 2. aprila 2019. godine, NASA je opisala istorijsku citadelu kao verovatno najstarije stalno naseljeno ljudsko naselje na planeti Zemlji.

## Unesko status svetske baštine
Dana 8. januara 2010. godine, HCECR i Irački državni odbor za antikvitete i baštinu (SBAH) dodali su citadelu Erbil na iračku probnu listu lokacija koje se razmatraju za nominaciju za mesto svetske baštine. Navodi se da je „Citadela danas jedno od najdramatičnijih i vizuelno najuzbudljivijih kulturnih mesta ne samo na Bliskom istoku već i u svetu.“ Dva dodatna sporazuma između HCECR i UNESCO-a  potpisana su u martu 2010. godine, kada je otkriveno da će guvernorat Erbila finansirati projekat obnove u iznosu od 13 miliona američkih dolara. Prvi restauratorski radovi izvedeni su u junu 2010. godine. Citadela je upisana na listu svetske baštine 21. juna 2014. U januaru 2017. UNESCO je nagovestio da bi citadela mogla biti uklonjena sa liste zbog sporog napretka restauracije.

## Značajna mesta
- Kurdski tekstilni i etnografski muzej

- Francuski institut Bliskog istoka
- Kulturni centar Erbil Citadel
- Tradicionalni hamam (javno kupatilo)
- Mula Efendi džamija
- Muzej kamenja i dragulja
- Visoka komisija za revitalizaciju citadele
- Kuća Turkmenske baštine
- Izložba minijatura Kurdistanske nošnje
- Kurdski muzički arhiv
- Barzani muzej
- Izložba ručno rađenih tepiha
- Mula Ibrahim Dogramachi džamija